# Królewskie Towarzystwo Ochrony Przyrody
Królewskie Towarzystwo Ochrony Przyrody (arab. ‏الجمعية الملكية لحماية الطبيعة‎, ang. Royal Society for the Conservation of Nature, RSCN) – jordańska organizacja pozarządowa zajmująca się ochroną przyrody. Została założona w 1966 roku.

## Misja
Organizacja jest odpowiedzialna za zarządzanie zasobami przyrodniczymi kraju poprzez tworzenie obszarów chronionych i hodowlę zagrożonych gatunków. Czuwa nad przestrzeganiem przepisów ochrony środowiska i prowadzi kontrolę nielegalnych polowań; jest krajowym regulatorem łowiectwa. Podnosi świadomość ekologiczną poprzez programy edukacyjne i przyszkolne kluby ochrony przyrody. Do jej osiągnięć zalicza się udaną hodowlę oryksa arabskiego i gazeli oraz ich reintrodukcję.

## Historia
Królewskie Towarzystwo Ochrony Przyrody powstało 24 kwietnia 1966. W 1975 roku przyczyniło się do utworzenia Rezerwatu przyrody Asz-Szaumari, pierwszego rezerwatu w kraju. W sumie utworzyło siedem obszarów chronionych o łącznej powierzchni 1200 km² (stan na maj 2022). W 1979 roku doprowadziło do wprowadzenia pięcioletniego moratorium na polowania. W 2005 roku wraz z innymi organizacjami przeprowadziło kampanię społeczną pod hasłem „Ratujmy drzewa Jordanii”.